# Brest 2016
Brest 2016 est la septième édition des Fêtes maritimes de Brest organisées du 13 au 19 juillet 2016. Elle rassemble 712 000 visiteurs, 1 500 bateaux et 9 000 marins.
Lieu de regroupement de nombreux navires anciens, la fête présente également des animations à quais, centrées autour de « villages » en l'honneur de pays invités, et de scènes réparties sur l'ensemble du site.
De nombreux stands viennent compléter ce dispositif, présentant les partenaires institutionnels (Marine Nationale, SHOM, ..), commerciaux (DCNS, Armor Lux, Paysan Breton...). Le monde associatif est également présent au travers de quelques stands.
L'évènement le plus marquant de Brest 2016 a été la présence de la frégate l'Hermione.

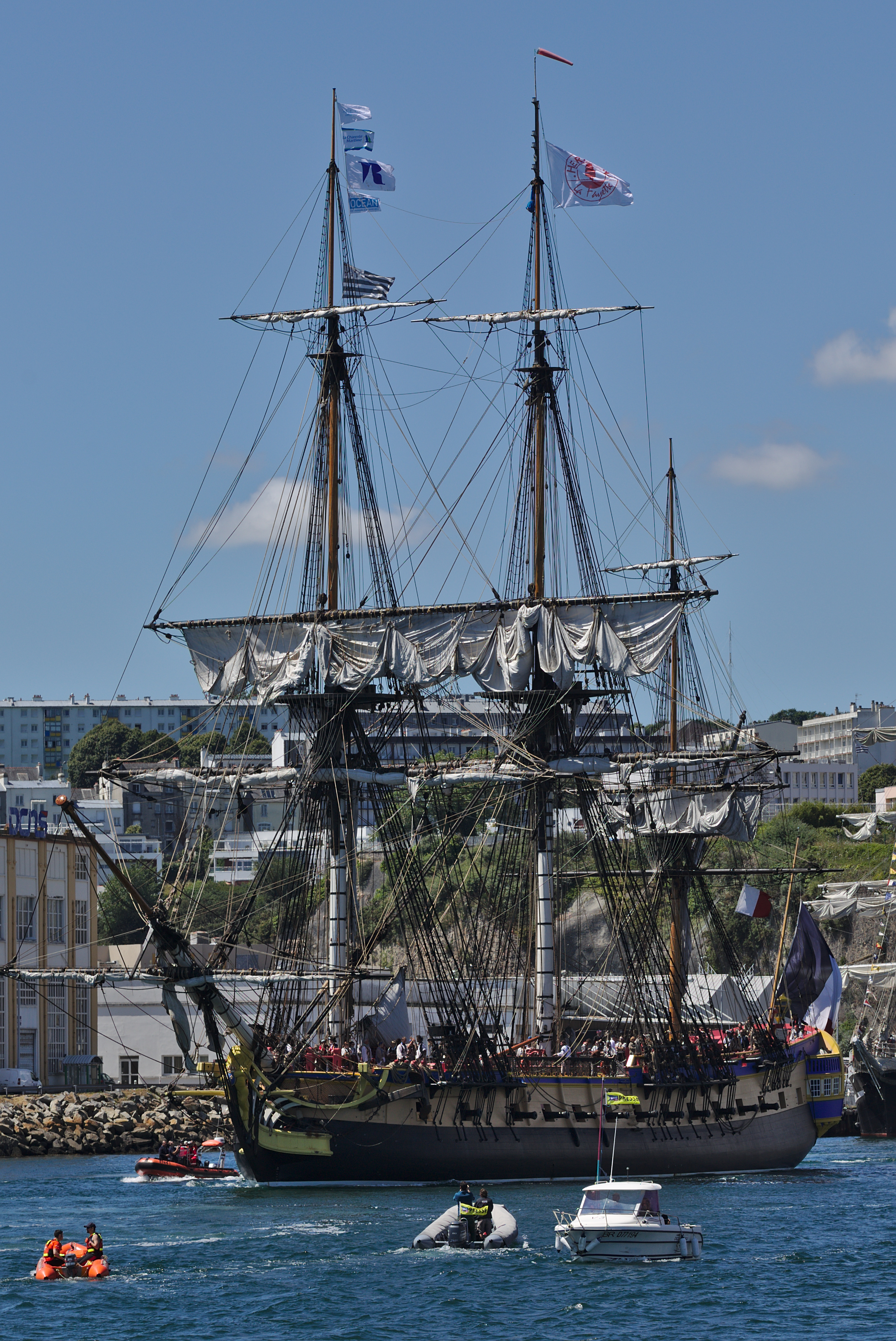
La frégate l'Hermione à Brest 2016.

## Organisation

### Programme
Chaque journée présente une thématique particulière, en liaison avec l'actualité ou un des pays invités mis à l'honneur :
- Mercredi 13 juillet : Journée des îles, de la Polynésie aux îles du Ponant, en passant par la Mélanésie ;
- Jeudi 14 juillet : Journée de la marine nationale
- Vendredi 15 juillet : Journée de la Russie
- Samedi 16 juillet : Journée du Portugal
- Dimanche 17 juillet : Journée des Pays-Bas
- Lundi 18 juillet : Journée de l'Angleterre
- Mardi 19 juillet, lors d'une grande Parade maritime [2] de nombreux bateaux rejoignent le port du Rosmeur à Douarnenez pour participer à Temps Fête 2016 [3], festival maritime de Douarnenez du 19 au 24 juillet, qui fêtera ses 30 ans.

### Quelques chiffres
La semaine de festivités rassemble 712 000 visiteurs, 9 000 marins venus de 25 nations et mobilise 300 exposants, 3 000 bénévoles pour un budget s'élevant à un peu plus de 11 millions d'euros.
Brest Événements nautiques confie à Brest’Aim la commercialisation de l’événement, pour la billetterie dont les tarifs restent identiques à 2012, notamment le forfait à la journée de 15 € (11 € en tarif préférentiel).

## Flotte invitée
Les 6 pays et territoires invités d'honneur sont le Portugal, la Russie, la Grande-Bretagne, les Pays-Bas, la Polynésie/Nouvelle-Calédonie et la Mélanésie/Lifou.

Pour la première fois les États-Unis ont été invités  ; les États-Unis déclinant l'invitation, le garde-côte USCGC Eagle, trois-mâts barque ne sera pas présent.

### Quelques chiffres
Plus d'un millier de bateaux (1500) de tous les types sont inscrits aux Fêtes maritimes internationales de Brest 2016. Ils sont issus d'une vingtaine de pays, pour un quart des inscrits : Angleterre, Pays-Bas, Allemagne, Italie, Suisse, Portugal, Belgique, Écosse, Russie, Pays de Galles, Espagne, Irlande, Ukraine, États-Unis, Finlande, Danemark, Luxembourg, Pologne et Vanuatu. Les autres, pour les trois-quarts, de France.

### Participation française
|                     |
| Le Corbeau des mers |

|                 |
| Le yacht Sinbad |

|              |
| Le Rara-Avis |

|                  |
| le Pen Duick III |

### Participation étrangère
|              |
| Le Ernestine |

|                         |
| Le Provident of Brixham |

|                          |
| Le ARA Libertad argentin |

|                 |
| Le Nao Vistoria |

### Embarquements
Des voiliers de tradition proposent des sorties en rade de Brest :

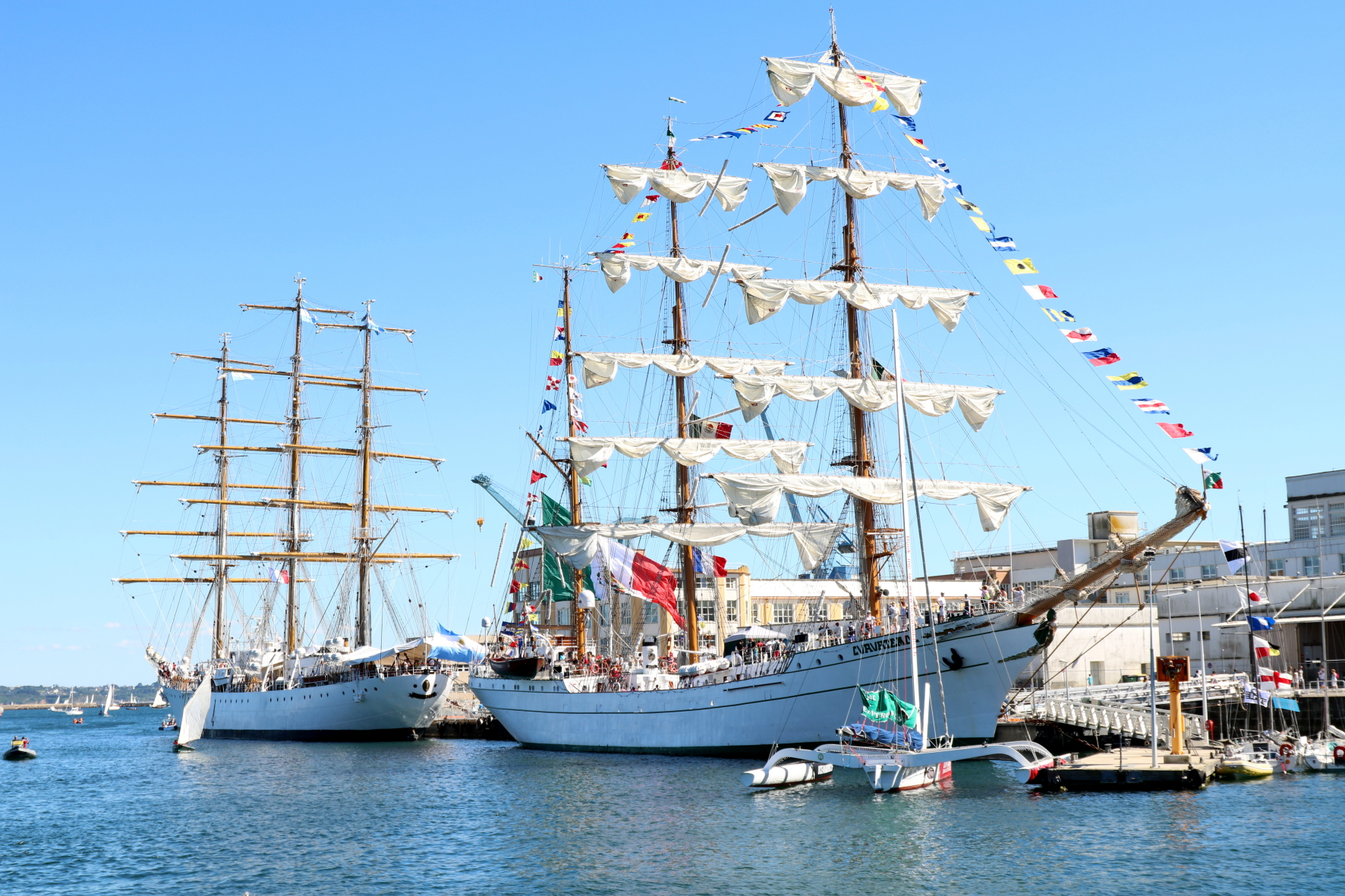
Cuauhtémoc et le Libertad a Brest 2016

- La goélette Neire Mâove, le cotre Amzer'zo, la vaquelotte Reine des Flots, le cotre Sainte Jeanne, le yawl Lys Noir.

## Sur les quais

### Villages des pays invités

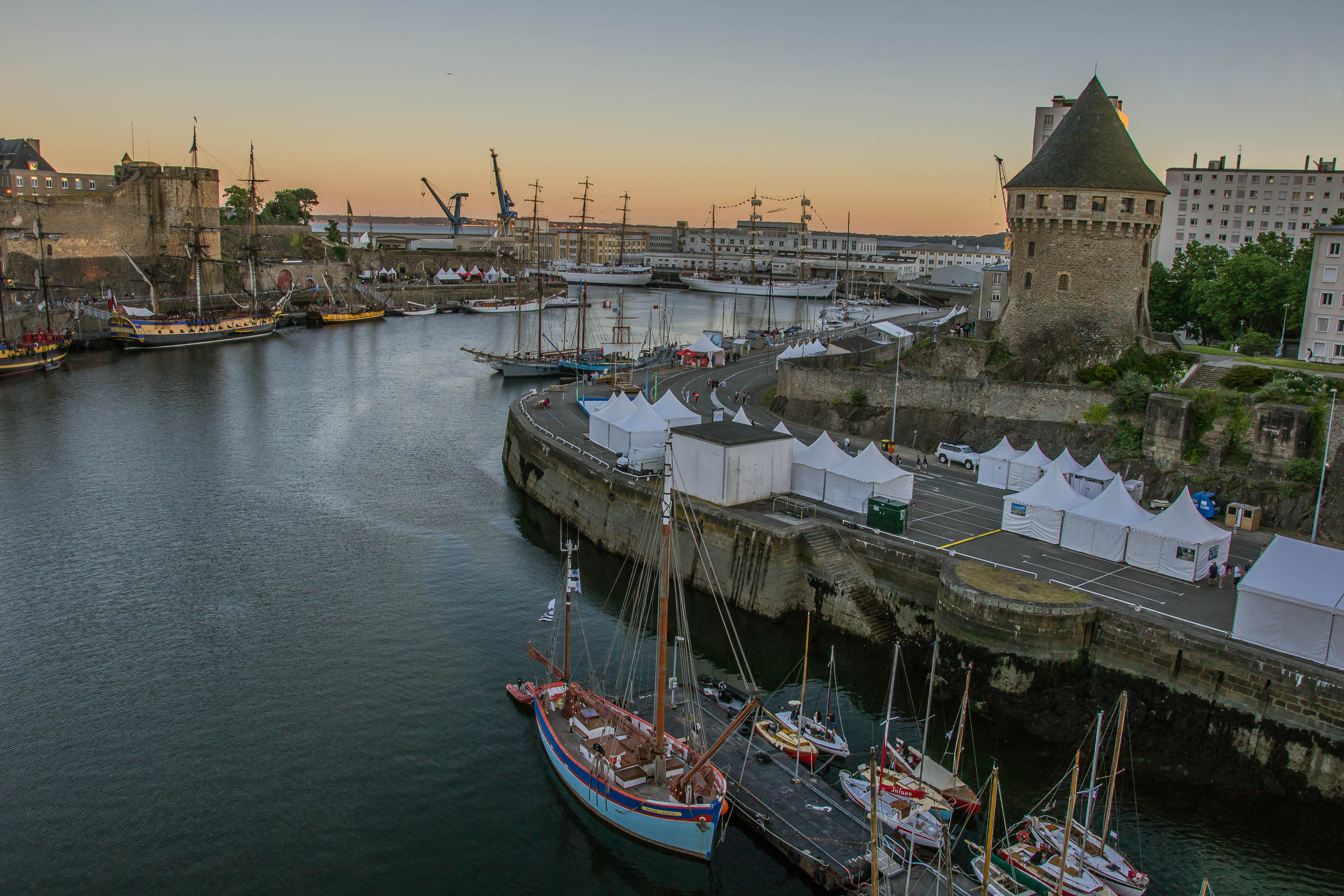
Fête autour de la tour Tanguy.

Les différents pays et territoires invités disposent chacun d'un village le long des quais et d'une journée dédiée pendant ces fêtes maritimes. Ainsi, le mercredi 13 juillet est la journée des îles pendant laquelle la Polynésie/Nouvelle-Calédonie et la Mélanésie/Lifou sont mises à l'honneur. Le jeudi 14 juillet, jour de fête nationale, est consacré à la France. Les quatre nations invitées sont célébrées durant les quatre journées suivantes : la Russie le vendredi 15 juillet, le Portugal le samedi 16 juillet, les Pays-Bas le dimanche 17 juillet, et l'Angleterre le lundi 18 juillet. Les villages des pays représentés sont des lieux de fête, où les visiteurs peuvent découvrir des animations, expositions, produits locaux, etc.

### Animations musicales

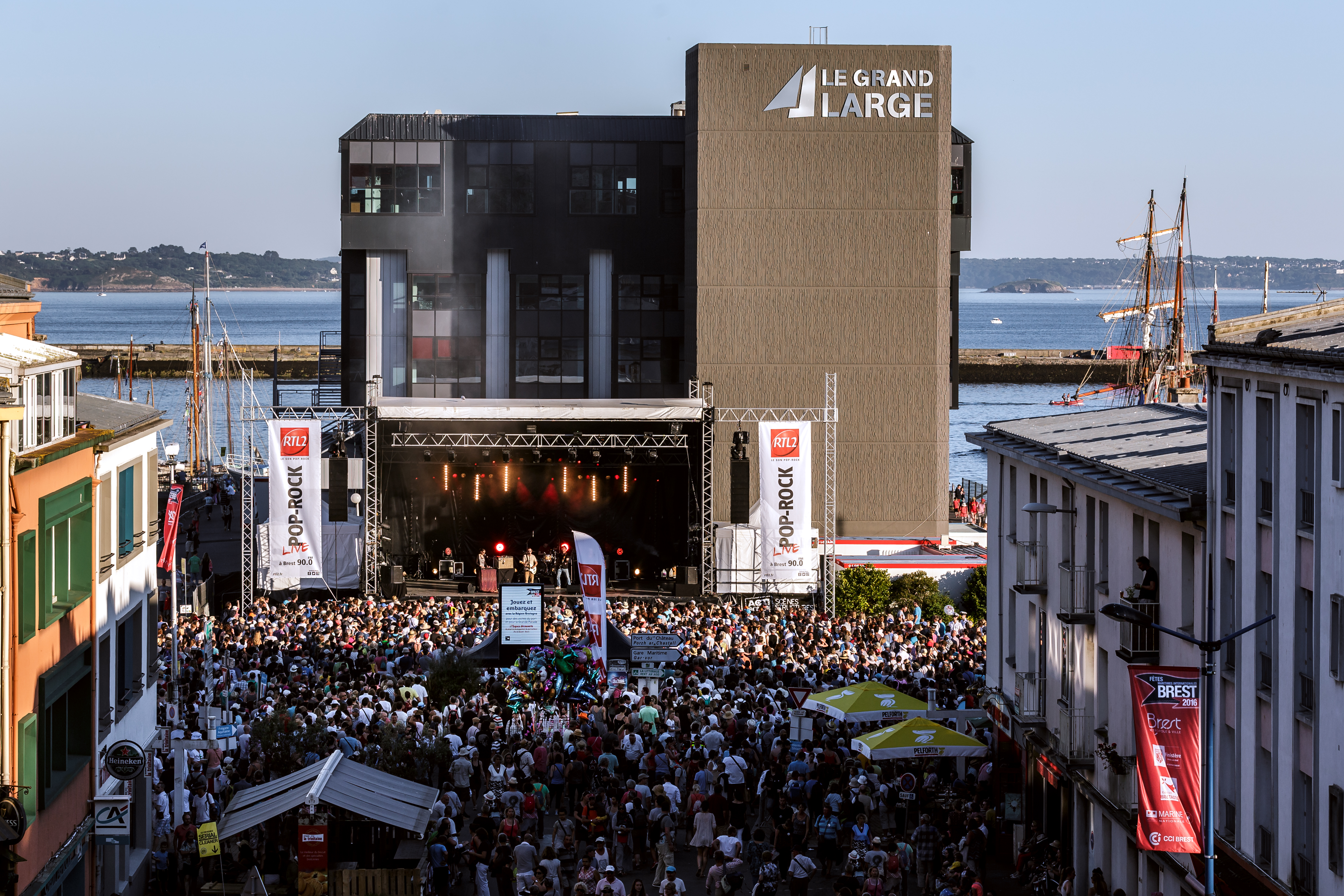
Concert RTL2 de Mickey 3D sur la scène Grand large.

Tout au long des festivités, des concerts ont lieu sur les quatre espaces scéniques (la scène Grand Large, le bateau scène barge Corto, le Kelly's Kitchen Pub, et la Guinguette de la Pointe Rose) ainsi qu'en déambulation sur l'ensemble du site des fêtes maritimes (notamment des fanfares, des batucadas et des bagadoù). Quai ouest musiques est chargé de la programmation (ainsi que des Jeudis du port).
Les principaux artistes et groupes invités sont :
- Mercredi 13 juillet : Manu Lann Huel, Les P'tits Yeux, Krismenn & AleM, The Sunvisors, etc.
- Jeudi 14 juillet : le Bagad de Lann-Bihoué, Bloco Samba, Skyzophonic, Yvan Le Bolloc'h, Merzhin, Minuit, etc.
- Vendredi 15 juillet : les Marins des Abers, Mask ha gazh, Musique de la flotte, Du Bartàs, Skankaya, etc.
- Samedi 16 juillet : Casa de Portugal, les Marins d'Iroise, Lura, Jean-Charles Guichen, Broken Back, etc.
- Dimanche 17 juillet : Beg An Douar, les Souillés de fond de cale, les Goristes, Outside Duo, Jungle by Night, etc.
- Lundi 18 juillet : Cloudship, Bobby & Sue, Doolin, Mickey 3D (concert RTL2), l'Ensemble Matheus, etc.

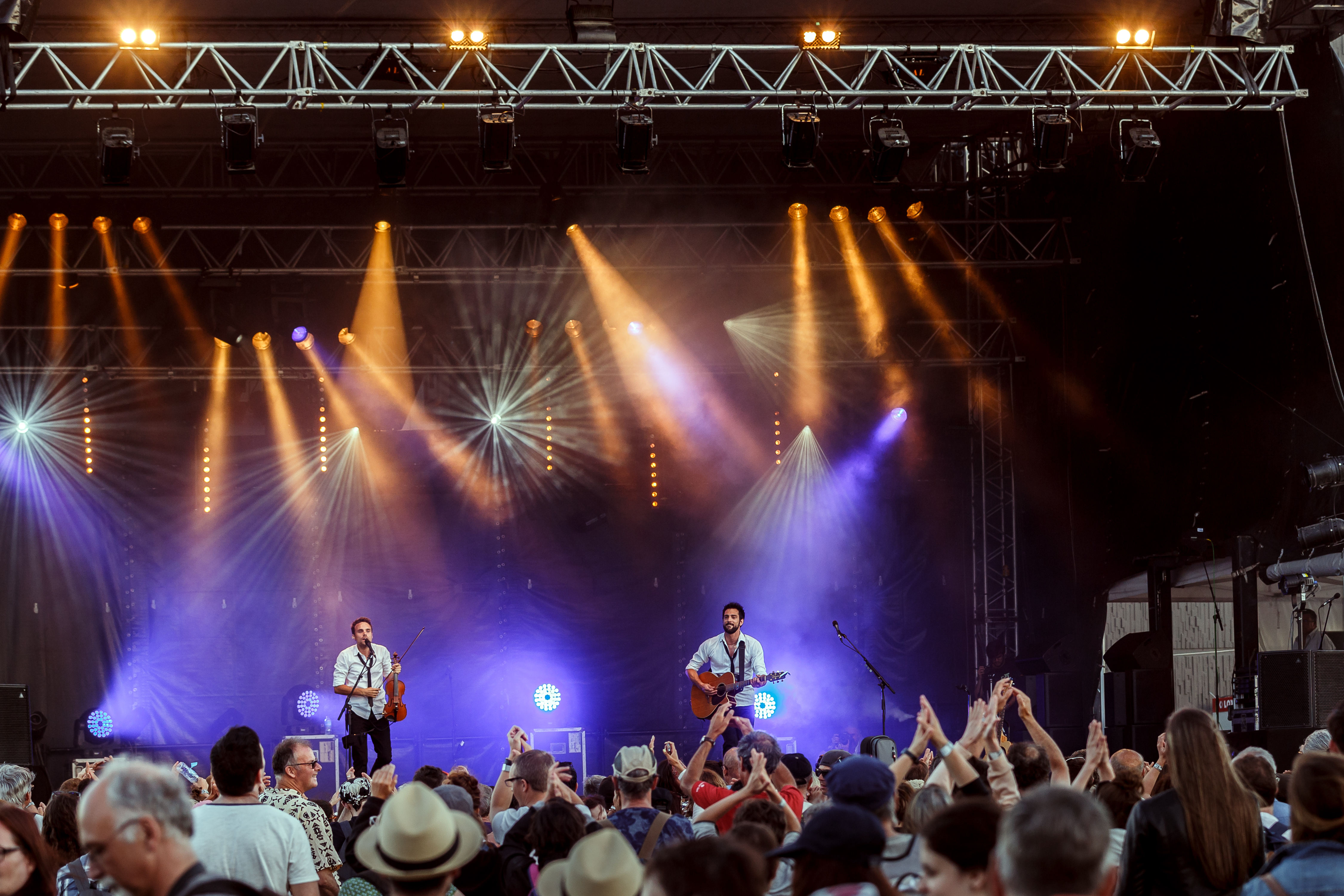
Outside Duo
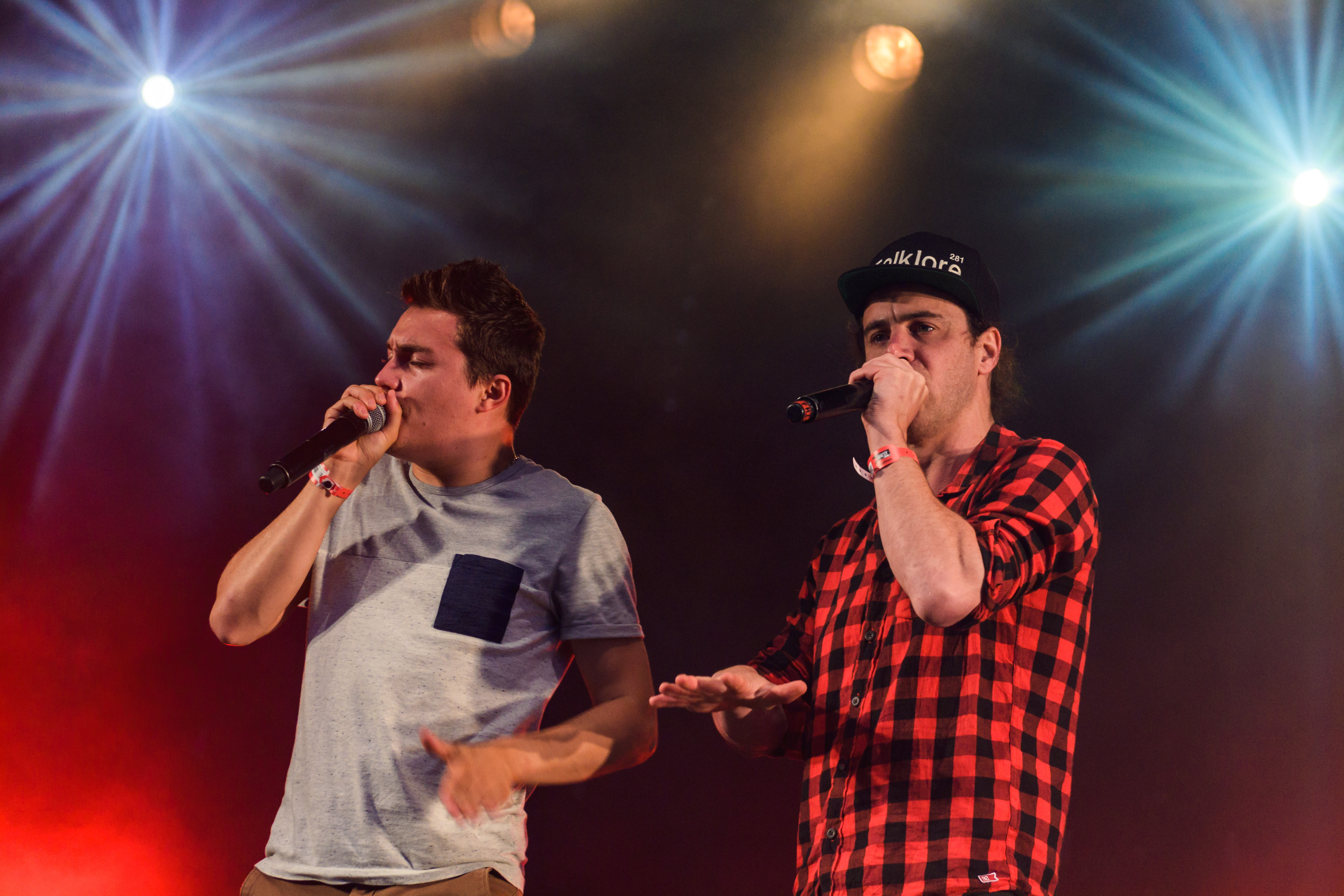
Krismenn & Alem
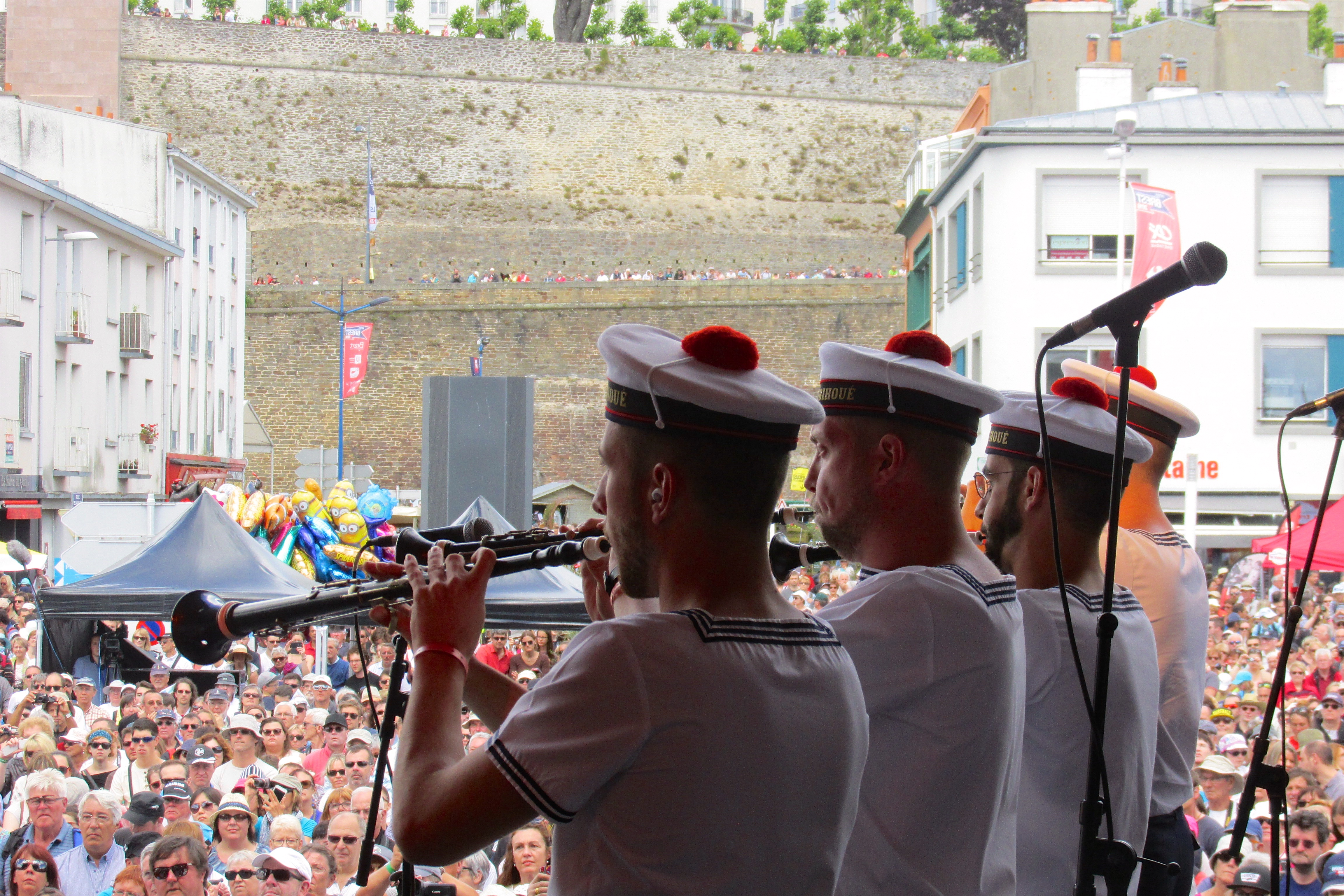
Bagad de Lann-Bihoué

## Sécurité
La sécurité a été renforcée pour Brest 2016 par rapport à 2012, ainsi que le secours à la personne :
- 180 policiers mobilisés
- 8 démineurs (dont 5 plongeurs)
- 119 agents de sécurité
- 38 embarcations de surveillance et filtrage à l’accès au plan d’eau
- 9 caméras de surveillance
- 15 à 25 militaires en périphérie du site
- 5 postes de secours médicalisés avec 152 secouristes de la Croix-Rouge Française et de l'Ordre de Malte France
- 6 ambulances, hélicoptères dont le Dragon 29
- embarcations de la SNSM sur le plan d'eau.

À la suite de l'attentat du 14 juillet 2016 à Nice, le dispositif de sécurité a une nouvelle fois été renforcé,. Cela se traduit notamment par une visibilité accrue des forces de l'ordre en mer et sur le site. Par ailleurs, une agence de sécurité privée annonce avoir multiplié par trois le nombre de ses agents présents sur site.

## Prochaine édition
L'édition suivante des fêtes maritimes, Brest 2020, initialement prévue du 10 au 16 juillet 2020, est reportée, pluis finalement annulée, en raison de la pandémie de Covid-19. Brest 2024 aura lieu du 12 au 17 juillet.